# Scandal mac Bécce
Scandal mac Bécce (zm. 646 r.) – król ludu Cruithni na terenie Ulaidu (Ulster) z dynastii Dál nAraidi od ok. 637 r. do swej śmierci, syn Bécca, bratanka króla Ulaidu Fiachny II Lurgana mac Báetáin (zm. 626 r.) oraz wnuka Báetána mac Echach, króla Dál nAraidi. 
W VI i VII w. królestwo Dál nAraidi należało do luźnej konfederacji plemion Cruithni w Ulaidzie (Ulster). Jedna gałąź królewskiej dynastii z Mag Line zapewne wywędrowała na północ, osiedlając się w Mag nEinli (Eilne), równinie między rzekami Bann a Bush w hr. Antrim. Bowiem syn Scandala, Dúngal Eilni (zm. 681 r.) nosił przydomek skojarzony z tą równiną. Ten rejon był zdobyty przez królów z Mag Line w połowie siódmego stulecia. Księga z Leinsteru nie wymienia Skandala na liście królów Dál nAraidi. Źródła nazywają go królem Cruithni. Skandal był zaangażowany w ataki na iryjską Dál Riatę w północno-wschodnim hr. Antrim i jego kościół Armoy. Kroniki rejestrują, że Skandal zginął w 646 r. Pozostawił po sobie trzech synów (niektórzy uczeni błędnie zaliczają Congala Cáecha (Cláena) do jego synów):
- Máel Cáich mac Scannail (zm. 666 r.), król Cruithni
- Dúngal Eilni mac Scandail (zm. 681), król Cruithni
- Cummascach (wzm. 670), ojciec syna:
  - Congalach mac Cummascaig (ok. 697), król Cruithni
    - Dub dá Inber mac Congalaig (zm. 727), król Cruithni i Dál nAraidi